# Блёккер, Херберт
Херберт Блёккер (нем. Herbert Blöcker; 1 января 1943, Фифхаррие, Шлезвиг-Гольштейн, нацистская Германия — 15 февраля 2014, Эльмсхорн, Германия) — западногерманский спортсмен-конник, призёр Олимпийских игр 1976 и 1992 годов.

## Спортивная карьера
Выступая за клуб «Эльмсхорн», стал вице-чемпионом ФРГ по конному троеборью (1971), на первенстве Европы в Киеве (1973) выиграл серебряную медаль в личном зачете и стал чемпионом — в командном. На чемпионате мира в Копенгагене (1974) стал бронзовым призёром в команде. В 1974 и 1975 гг. выигрывал первенство ФРГ, на чемпионате Европы (1975) стал бронзовым призёром в командном первенстве.
На своих первых Олимпийских играх в Мельбурне (1976) занял 13-е место в личном зачете и выиграл серебро — в командном. На чемпионатах мира в 1978 и 1982 гг. становился серебряным призёром а командном первенстве. На Олимпиаде в Сеуле (1988) он оказался лишь запасным. В 1989—1991 гг. трижды становился вице-чемпионом ФРГ. На первенстве мира в Стокгольме (1990) выиграл бронзовую медаль в команде. На летних Олимпийских играх в Барселоне (1992) на кобыле по кличке «Прекрасная Дама» стал бронзовым призёром в индивидуальном зачете и серебряным — в командном.
На своей третьей Олимпиаде в Атланте (1996) на жеребце Kiwi Dream занял 16-е место в личном зачете, через год (1997) выиграл серебро национального первенства Германии.
В 1969—2006 гг. работал наездником-продавцом Союза заводчиков породы хольштайнер. Затем был ответственным за прыжковую подготовку.
В 2008 году вместе с «Прекрасной Дамой» Герберт был включен в Международный Зал славы ассоциации конного троеборья.